# Tessaromma nanum
Tessaromma nanum är en skalbaggsart som beskrevs av Blackburn 1899. Tessaromma nanum ingår i släktet Tessaromma och familjen långhorningar. Inga underarter finns listade i Catalogue of Life.